# Tapasztó János
Tapasztó János (Arad, 1917. július 18. – Budapest, 1979. április ) magyar színész. bábművész. Az Állami Déryné Színház alapító tagja.

## Életpályája
Munkás és paraszt szülők gyermekeként született. Iskoláit Pestszentlőrincen végezte, fogtechnikusi végzettséget szerzett. Az 1930-as években a pestszentlőrinci Állami Lakótelepi Közművelődési Egyesület műsoros estjein szerepelt, mások mellett Komlós Jucival. Gyári munkásként dolgozott a kábelgyárban, a Magyar Film Irodában laboránsként és az Új Hang könyvkiadónál. 1939–1941-ig sorkatona volt, 1944-től Nógrádverőcén a hadikórházban teljesített szolgálatot, Bükkben   esett hadifogságba és a székesfehérvári fogolytáborba került. Színi tanulmányokat magánúton folytatott Horváth Árpádnál. Rövid ideig Hlatky László társulatában vidéken játszott, 1945 szeptemberében gyakorlatos színészként tett sikeres vizsgát és kapott színészi oklevelet, majd a Magyar Színháznál volt színész és gazdasági igazgatóhelyettes, illetve az Óbudai Népszínházról Budai Népszínházra átnevezett színháznál volt színészi szerződése. 1947-ben a Négylevelű Csalán nevű politikai kabaré együttes tagja lett és mellette bábozást tanult. 1948-tól rövid ideig a Fűrész Kabaré tagja volt, majd a hazai bábmozgalom egyik elindítójaként olyan neves bábművészeket tanított, mint Havas Gertrúd és Bölöni Kiss István. Leánya, Kuthy Ágnes nyilatkozta az alábbiakat:

„...az édesapám, Tapasztó János volt a magyar bábmozgalom egyik alapítója. A háború után a Magyar Nők Demokratikus Szövetségének felkérésére kezdett bábtanítással (Mazsola és Tádé megszemélyesítőit is tanította) és bábelőadások létrehozásával foglalkozni. Mivel Magyarországon ennek alig volt hagyománya, követendő mintaként főként a híres orosz bábművész,
Obrazcov akkoriban nálunk is látható előadásaira szorítkozott. Hároméves koromban apukám meghalt, de a temérdek általa készített báb megmaradt... ”

32 évesen egyik alapító tagja volt az Állami Faluszínháznak, illetve az 1955-ös névváltoztatást követően az Állami Déryné Színháznak, melynek társulatvezetője is volt. Az itt eltöltött 25 évről 1975-ben így emlékezett:

„Eleinte esztrádműsorral léptünk fel, csak később tértünk át a háromfelvonásos darabokra. A legelső előadásunk helyére pontosan nem emlékszem, csak azt tudom, hogy egy MNDSZ-rendezvény volt, fele részt esztráddal, fele részt filmvetítéssel. Akkoriban a falusi emberek még feljöttek, benéztek a vászon mögé, hogy hol is van az a fránya színész... Akkoriban például a negatív figurákra rákiáltoztak, fenyegették őket — én sok negatív szerepet játszottam —, ma a negatív alakok teljesítményét éppúgy megtapsolják, mint a rokonszenves hősökét. Az igények pedig?! Akkoriban tulajdonképpen minden jó volt. Ma sokkal többet vár a közönség tőlünk, igényesek lettek mindenütt az emberek. Televíziót néznek, rádiót hallgatnak, várakozásuk természetesen magasabb szintű a színházi előadással szemben is. Konkurenciát azonban sem a tévé, sem a rádió nem jelent — legfeljebb egy-egy Angyal-film vagy valami izgalmas nemzetközi foci meccs —, esténként mindig telt házak előtt, három-négyszáz embernek játszunk...”

„A közönség a szélsőséget kedveli: a romantikát, a drámát, vagy a féktelen kedvű vígjátékokat. Amin igazán szívből lehet sírni, nevetni. S ez nemcsak nálunk van így, hanem amerre csak jártam Európában mindenütt... A kisembereket szeretem legjobban a színpadon, s az életben is.”

Szenvedélyes fényképész volt, aki otthonában még fotólaboratóriumot is kialakított, művésztársait és előadások jeleneteit is fotózta, melyek közül néhány meg is jelent.
Fia, ifj. Tapasztó János gyermekszereplőként lépett színpadra a Déryné Színház előadásain. Leánya: Kuthy Ágnes bábrendező lett.

## Fontosabb színházi szerepei

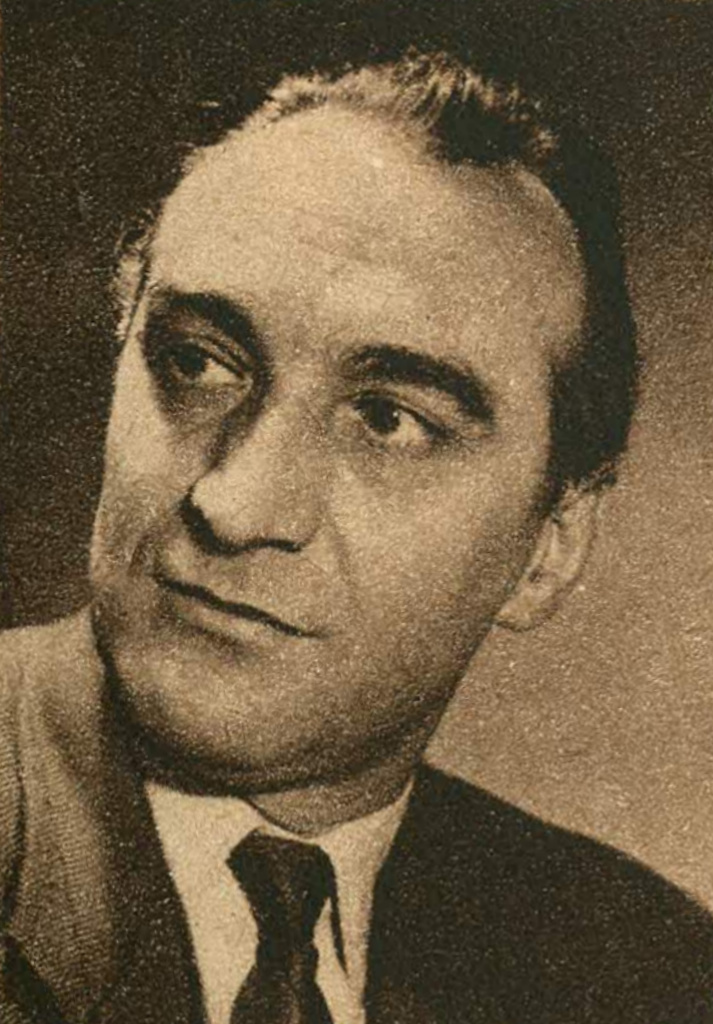
Tapasztó János portréja az Állami Déryné Színház Galambos korsó című kiadványában

- William Shakespeare: Hamlet... Hamlet atyjának szelleme
- William Shakespeare: Othello... Első nemes
- Charles Dickens: Twist Oliver... Bíró
- Pavel Kohout: Ilyen nagy szerelem... Novák
- Jaroslav Zrotal: A tyúk és a harangozó... Rerábek
- Jókai Mór: A kőszívű ember fiai... Tallérosy Zebulon
- Mikszáth Kálmán: Drága szerelem... Torpányi Ferenc, földbirtokos
- Molnár Ferenc: A doktor úr... Földrajztanár
- Móricz Zsigmond: Pillangó... Öreg Darabos
- Hunyady József: Galambos korsó (Százszorszép szerelem)... Kujon-Kovács
- Nadányi Zoltán: Szigligeti ribillió... Kasznár
- Darvas József: Hajnali tűz... Varga Mihály
- Kálmán Imre: A montmartre-i ibolya... Violetta apja; Páholynyitogató
- Lehár Ferenc: Vándordiák... Kocsmáros
- Farkas Ferenc: Anyósgenerális (Vők iskolája)... Buzás
- Jacobi Viktor: Leányvásár... Jim; Kocsmáros
- Jacobi Viktor: Sybill... Hadsegéd
- Szirmai Albert: Mézeskalács... Mordizom, muskotéros kapitány
- Szirmai Albert: Tabáni legenda... A céhmester; Bakter
- Csizmarek Mátyás: Apja lánya... Szanda Gábor
- Csizmarek Mátyás: A borjú... Kispál Jóska
- Hámos György: Aranycsillag... Balog
- Mesterházi Lajos – Boross Elemér – Fényes Szabolcs – Romhányi József: Két szerelem... Galló János
- Major Ottó: Határszélen... Danka Rókus
- Sós György: Pettyes... Istók Vencel
- Bartos Ferenc – Baróti Géza: Mindent a mamáért... Müller
- Sármándi Pál: Peti kalandjai... Tanító bácsi

## Filmes és televíziós szerepeiből
- A fal ereje a védők lelkében van... (1968).... Szőlősgazda